# 亚历山大·切费林
亚历山大·切费林（1967年10月13日—），歐洲足球協會聯盟主席，斯洛文尼亞足球協會主席，斯洛文尼亚律师。切费林1991年毕业于卢布尔雅那大学法律系，随后进入父亲开办的律师事务所担任律师。他曾在多家俱乐部担任董事，之后在2011年2月17日当选斯洛文尼亚足协主席，并在2015年连任。2016年9月14日，切费林当选欧足联主席，2019年赢得连任，任期至2023年。

## 生平

### 律师生涯
切费林生于卢布尔雅那，1991年毕业于卢布尔雅那大学法律系。大学毕业后，切费林加入父亲开办的切费林律师事务所，成为一名律师。后来，他接替父亲掌管这家律师事务所，出任董事会主席。据斯洛文尼亚足球协会官方网站的介绍，切费林擅长刑法、商法，还多次代理人权保護案件。担任律师期间，他对帮足球运动员、足球俱乐部打官司渐渐产生了兴趣。

### 进入足球界
2005年，切费林进入利蒂亚足球俱乐部董事会。这是一家五人制足球俱乐部，多次夺得斯洛文尼亚五人制足球甲级联赛冠军，是斯洛文尼亚国内最成功的五人制足球俱乐部之一。同年，他还担任了卢布尔雅那律师足球俱乐部的执行董事，这家足球俱乐部为业余性质。2006年起，他出任盧布爾雅那奧林匹亞足球俱樂部执行董事。老的盧布爾雅那奧林匹亞足球俱樂部成立于1945年，2004年由于财政问题而破产。2005年，新的盧布爾雅那奧林匹亞足球俱樂部成立，从第五级联赛打起，四年连续以冠军身份升级，回归顶级联赛斯洛文尼亞足球甲級聯賽。当选足协主席后，切费林卸去了在几家俱乐部所任职务。

### 斯洛文尼亚足协主席
2011年2月17日，切费林当选斯洛文尼亚足球协会主席。2015年2月，他在没有竞选对手的情况下成功连任。期间，他兼任欧足联法律委员会第二副主席、欧足联纪律委员会委员。据载，担任斯洛文尼亚足协主席期间，切费林主持制定、实施了中期足球战略。草根足球更加兴旺，斯洛文尼亞足球甲級聯賽的上座数、收视率、媒体关注度也得以提高。国家足球中心建设完工，已在2016年投入使用。他还和政府机关、体育管理机构保持着良好的关系。
当选欧足联主席后，切费林在2016年10月8日辞去了斯洛文尼亚足协主席职务。

### 欧足联主席
2015年，国际足联和欧足联相继陷入丑闻，欧足联主席米歇尔·普拉蒂尼被停职，后来辞职。普拉蒂尼的任期原本要到2019年3月。安祖·馬利亞·韋拿代理欧足联主席一职。2016年5月18日，欧足联代理秘书长塞奥佐罗斯·塞奥佐里季斯宣布将于9月14日在希腊雅典召开大会选举新任主席。新任主席完成普拉蒂尼剩余的任期，根据惯例兼任国际足联副主席。候选人一共有三位，除了切费林，还有荷兰足协主席米夏埃尔·范普拉赫、西班牙足协主席兼欧足联代理主席安祖·馬利亞·韋拿。选前一周，安祖·馬利亞·韋拿宣布退选。选前，德国、法国、意大利、北欧四国和大多数东欧国家共计二十余国的足球协会都宣布支持切费林，支持范普拉赫的只有以英足总为首的几家足球协会，尽管切费林的任职经历比不上范普拉赫，但媒体看好切费林当选。9月14日，切费林在第一轮投票中就得到55票中的42张，当选欧足联新任主席。
切费林反对增加四大联赛欧冠名额、削减小联赛的参赛球队数（就算只有增加四大联赛欧冠名额，也相對削減小联赛的参赛球队比例）（舉例：他對於2018/19球季起，歐戰積分排名前四的聯賽，前四名將直接進入歐冠分組賽感到不滿）。他主张在欧足联内成立新的部门，负责反兴奋剂、反假球、反种族歧视、安保工作。
2019年2月7日，切费林在意大利罗马召开的欧足联代表大会上连任欧足联主席，任期至2023年。这次选举中，切费林是唯一的候选人，全票当选。赢得连任后，切费林公开表示反对詹尼·因凡蒂诺继续担任国际足联主席，反对欧洲超级联赛。分析认为，切费林反对因凡蒂诺的原因是后者希望设立全球国家联赛与俱乐部世界杯。

## 其它
切费林已婚，有三个女儿。他喜爱踢足球，获得过空手道黑帶。除了斯洛文尼亚语，他还可以讲英语、意大利语、塞尔维亚语和克罗地亚语。

## 外部連結
- Čeferin and Partners （页面存档备份，存于）

| 體育角色                     | 體育角色                                           | 體育角色                 |
| ---------------------------- | -------------------------------------------------- | ------------------------ |
| 前任： 安祖·馬利亞·韋拿 代理 | 歐洲足球協會聯盟主席 2016年9月14日—2019年3月       | 現任                     |
| 前任： 伊万·西米奇           | 斯洛文尼亚足球协会主席 2011年2月17日—2016年10月8日 | 繼任： 拉登科·米亚托维奇 |